# Alois Libor Šlesinger
Alois Libor Šlesinger (v angličtině Schlesinger, 19. října 1806 Ústí nad Orlicí – 24. února 1893 Denver) byl česko-americký podnikatel, politický vězeň Rakouského císařství a pozdější kolonista ve Spojených státech amerických. Je uváděn jako první český přistěhovalec v americkém státě Nebraska, který posléze přesídlil do Denveru v Coloradu. Žil a hospodařil na indiánských teritoriích, obývaných a částečně kontrolovaných jejími původními obyvateli.

## Život

### Mládí
Narodil se v Ústí nad Orlicí, v městské části Řepka, ve východních Čechách v tkalcovské rodině. Vyučil se tkalcovskému řemeslu, posléze se stal obchodníkem, majitelem tkalcovny v Ústí a skladů v Kutné Hoře a v Praze a váženým ústeckým měšťanem. V Ústi i Praze se zapojil do českého vlasteneckého hnutí, mj. se stal členem spolku Svornost založeného Karlem Havlíčkem Borovským.

### Rok 1848 a věznění
V rámci revolučních událostí roku 1848 a 1849 v Rakouském císařství se 11. března 1848 v Praze zúčastnil Slovanského sjezdu a byl zvolen členem deputace Svatováclavského výboru k císaři Ferdinandu I. V červnu se pak zúčastnil revolučního dění v Praze, které vyvrcholilo tzv. Pražským červnovým povstáním. Na základě své protistátní činnosti byl zatčen a po několik měsíců vězněn na pražských Hradčanech. Vrátil se do Ústí, kde byl však pod dohledem rakouské policie a čelil politickým perzekucím. Roku 1850 odcestoval do Srbska, po návratu byl však zatčen a uvězněn za nedovolený dovoz knih. Po nějaký čas žil v obci Záměl, nedlouho se rozhodl vycestovat do Spojených států za svobodou a lepšími pracovními příležitostmi.

### V USA
Do zámoří dorazil roku 1856. Jakožto osadník se vydal žít do oblasti amerického Středozápadu a přes Cedar Rapids v Iowě se v dubnu 1857 usadil ve městě Omaha v Nebrasce. Byl prvním osadníkem českého původu v tomto sídle s posléze početnou českou komunitou. Poté začal hospodařit na své farmě 60 mil severně od Omahy. Ta se nacházela na území rezervací domorodých obyvatel prérií, se kterými byl Šlesinger pravidelně v rámci soužití v kontaktu.
Podnikal v transportních službách a jeho firma zajišťovala dopravu mezi městy Omaha a Denver ve státě Colorado. Do Denveru roku 1865 poté přesídlil a, s krátkou přestávkou při pobytu v Pueblu kvůli chovu dobytka, zde strávil zbytek života. Od 60. let 19. století byl dopisovatelem česky psaných novin českoamerických novin.

### Úmrtí
Alois Libor Šlesinger zemřel 24. února 1893 v Denveru ve věku 86 let a byl zde také pohřben.

### V umění
Volně na motivy Šlesingerových životních osudů vzniklo jedno ze dvou děl společného vydání dobrodružných románů pro mládež pod názvem Jsem Sioux! obsahující romány Melodie proti Siouxům (1982) a Amulet Siouxů (1987), které napsal český spisovatel Otto Janka, jejichž hlavními hrdiny jsou právě A. L. Šlesinger a dále pak Louis Pregler, česko-americký voják americké armády bojující proti indiánům na domorodých teritoriích v Indiánských válkách.